# Слуга дьявола
«Слуга дьявола» — фильм режиссёра Камило Вила, снятый в 1988 году.

## Сюжет
Новый Орлеан. В церкви Святой Агнессы происходит несколько убийств священников, однако епархия старается скрыть информацию об этом. В приход назначают молодого, но уже положительно зарекомендовавшего себя отца Майкла. Выясняется, что в церкви происходят некоторые странные явления.
Сперва отец Майкл считает, что всё это инсцинировано владельцем ночного клуба «Порок» Люком, который хочет таким образом привлечь больше внимания к своему заведению. Однако пожилой священник отец Силва говорит ему, что скоро настоятелю прихода Святой Агнессы предстоит битва с сатаной.
Накануне Великой Пятницы в здании церкви происходят зловещие события — здесь убивают и распинают вниз головой Люка, затем погибает ещё один человек — Клод, с которым отцу Майклу уже приходилось сталкиваться. А ночью является сам демон, сперва в облике прекрасной женщины, однако священник отвергает соблазн. Ему удаётся изгнать адское создание, но он сам теряет зрение.

## В ролях
- Бен Кросс — отец Майкл
- Рубен Рабаса — отец Деннис
- Николь Фортье — демон
- Питер Фречетт — Клод
- Фил Бекер — доктор
- Нед Битти — лейтенант Стерн